# Аврал

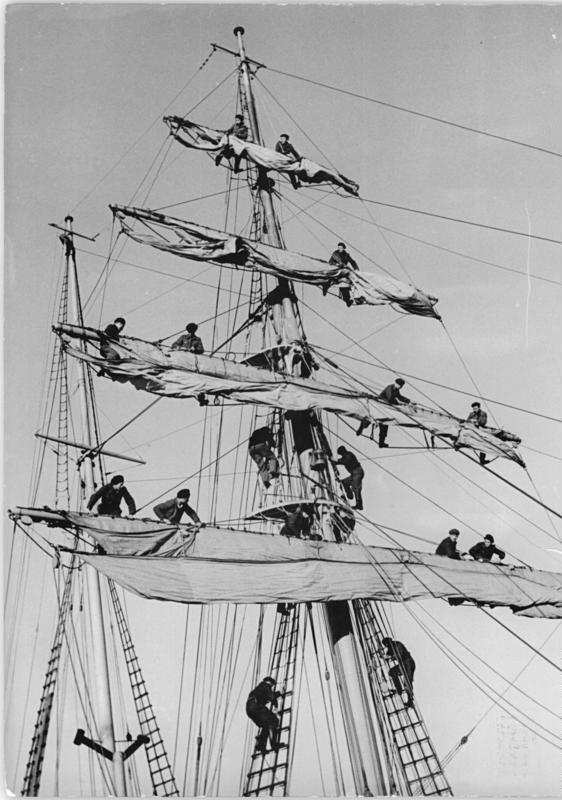
Авральные работы на паруснике

Авра́л (англ. over all — «все наверх») — работа на судне, выполняемая всем или почти всем экипажем.
На парусном флоте к авральным работам относились постановка и уборка парусов, постановка и снятие корабля с якоря, спуск и подъём шлюпок, швартовка.
На современных кораблях и судах аврал объявляют при постановке (съёмке) корабля на якорь (швартовы), производстве погрузо-разгрузочных работ, приёмке и сдаче боеприпасов, работах по уборке корабля (судна), постановке корабля (судна) в док и выходе из него.
Для проведения авральных работ на современных кораблях и судах составляют авральное расписание — распределение личного состава на систематически повторяющиеся работы, выполняемые всем экипажем (командой) или большей его частью.
Со временем термин «аврал» стали использовать повсеместно, и теперь означает просто выполняемую всем коллективом спешную работу.